# Holmer Maschinenbau
Die Holmer Maschinenbau GmbH ist ein deutscher Landmaschinenhersteller für spezielle Rodetechnik. Sitz des Unternehmens ist Eggmühl, ein Ortsteil des oberpfälzischen Marktes Schierling. Holmer Maschinenbau ist Weltmarktführer im Bereich selbstfahrender Zuckerrübenvollernter.

## Geschichte
Alfons Holmer wurde 1940 geboren. Nach seiner Schulzeit machte er, von 1955 bis 1958, in der elterlichen Schmiede eine Ausbildung zum Schmied und Metallbauer. Von 1961 bis 1966 besuchte Holmer mehrere Fachschulen zu Fortbildungszwecken. 1967 konnte er seine Prüfung als Landmaschinenmechanikermeister ablegen.
Zwei Jahre später, im Jahr 1969, übernahm er den elterlichen Schmiedebetrieb und legte damit den Grundstein für die Firma Holmer Maschinenbau.

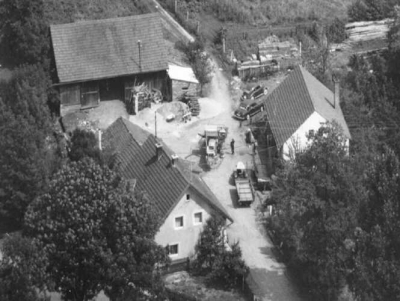
Dorfschmiede von A. Holmer um 1969

Am Anfang war das Geschäft der Firma noch auf Landmaschinenreparatur und -handel beschränkt. Doch bis 1973 wurde das Geschäftsfeld erweitert. Nun wurde neben der Traktorenvertretung der Marke Fiat auch noch Schrotmühlen, Zaunsäulen, Schulbuswartehäuschen, Stein-Verlegemaschinen und Förderbänder produziert.
Eine Gruppe von elf Landwirten aus der Umgebung, den Verbandsvertretern der fränkischen und bayrischen Zuckerrübenanbauer und der Südzucker AG baten 1973 Alfons Holmer darum, sich Gedanken über die Konstruktion eines selbstfahrenden 6-reihigen Köpfrodebunkers zu machen. Vorher wurde ebenfalls bei der Firma Wilhelm Stoll GmbH angefragt, die damals Marktführer im Bereich gezogener Rübentechnik war. Aber die Wilhelm Stoll GmbH lehnte den Bau 6-reihiger selbstfahrender Rübenroder ab.
Erst nachdem erhebliche eigene Investitionen getätigt wurden, von den beteiligten Partnern Geld gesammelt wurde und auch vom bayrischen Staatsministerium ein Zuschuss bewilligt wurde, konnte mit dem Bau begonnen werden. Insgesamt waren dafür 300.000 DM nötig. Hermann Paintner, der bereits 1972 aus alten Bauteilen verschiedener landwirtschaftlicher Nutzfahrzeuge einen selbstfahrenden Zuckerrübenvollernter baute, wurde als externer Mitarbeiter bei der Konstruktion hinzugezogen. Der erste in Serie gefertigte 6-reihige, selbstfahrende Köpfrodebunker (kurz KRBS) wurde 1974 ausgeliefert. Die Roder wurden unter dem Namen Holmer, System Paintner bekannt.

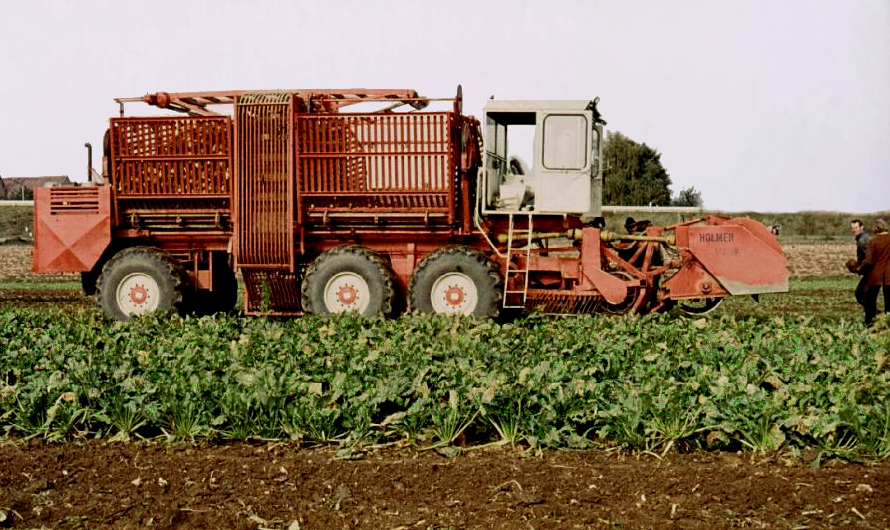
Holmer Rübenroder 1975

Der Verkauf ging jedoch wegen großer Skepsis der Landwirte nur schleppend voran. Die Bauern setzten damals noch vorwiegend auf leichte gezogene Systeme mit drei oder weniger Reihen. Um weitere Absatzmöglichkeiten bemüht, wurden andere Entwicklungen gestartet. So entstand 1976 der Prototyp eines Geräteträger-Schleppers. Es sollte jedoch vorläufig bei diesem Prototyp bleiben. Nach tiefgreifenden Verbesserungen und dem Umstieg auf großvolumige Reifen kam im Jahr 1977 der Durchbruch für den selbstfahrenden Rübenroder. Die Absatzzahlen stiegen rasant an. Parallel zum Rübenroder wurde von 1976 bis 1986 Rübenladetechnik in Form von stationären Überladebändern produziert. Auch Prototypen von selbstfahrenden Rübenreinigungsladern wurden gebaut. Die Lizenzen für den Bau von stationären Überladebändern wurden später an die Bottmersdorfer Gerätebau und Landwirtschaftliches Lohnunternehmen GmbH veräußert.
Waren es 1977 noch acht Mitarbeiter, so stieg ihre Zahl bis 1979 sprunghaft auf 25 Mitarbeiter an. Ähnlich wie die Mitarbeiterzahl stieg im gleichen Zeitraum auch der Umsatz von 800.000 DM auf 4.122.022 DM. So reichten die Kapazitäten der alten Werkstatt bei weitem nicht mehr aus. Im Jahr 1979 bezog das Unternehmen außerhalb von Eggmühl ein neues Gelände mit größerer Werkhalle und Bürotrakt.
In den weiteren Jahren liefen die Geschäfte immer besser. Die Deutsche Wiedervereinigung brachte einen neuen vielversprechenden Markt mit sich. Auch die Erweiterung der EU erschloss einen neuen Kundenkreis.

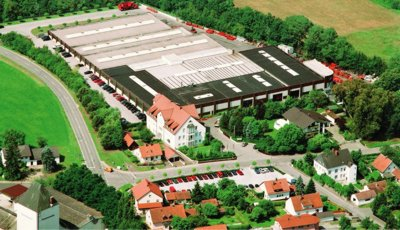
Firmengelände der HOLMER Maschinenbau GmbH 1996

Im Jahr 1996 wurde schließlich ein neuer Typ von Rübenroder produziert, der „Terra Dos“. Dieses Fahrzeug kann den Hauptrahmen knicken. So ist im Zusammenspiel mit der Allradlenkung eine bodenschonende Ackerfahrt möglich. Dieses Konzept wird als Hunde- oder Schongang bezeichnet. Im gleichen Jahr stellte die Firma Holmer zum ersten Mal ein Systemfahrzeug, „Terra Variant“, für Gülleausbringung vor. Er ist ebenfalls mit Allradantrieb und Allradlenkung ausgerüstet.
Überraschend entschloss sich Alfons Holmer im Jahr 2004 seine Firma zu verkaufen. Grund für diese Entscheidung waren eine fehlende Nachfolge in der eigenen Familie. Den Zuschlag erhielt das Unternehmen Afinum, eine branchenübergreifende Beteiligungsgesellschaft.
2006 verkaufte Afinum die Holmer Maschinenbau GmbH an die AVIDA Group, die ebenfalls eine Beteiligungsgesellschaft darstellt.
Ende 2007 kaufte die Holmer Maschinenbau GmbH die Bottmersdorfer Gerätebau und Landwirtschaftliches Lohnunternehmen GmbH. „gebo“ stellt unter anderem Rübenerntetechnik her. Mit dem Kauf kann Holmer seine Angebotspalette um einen selbstfahrenden Rübenreinigungslader erweitern. Holmer wird damit zum Fullliner im Bereich Rübentechnik.
Ab Ende des Jahres 2008 nennt sich die AVIDA Group, aufgrund namensrechtlicher Gründe, nun Triginta Capital.
Im Jahr 2008, nach mehr als 30 Jahren, exportiert die Holmer Maschinenbau GmbH weltweit in alle relevanten Anbauregionen für Zuckerrüben. Es werden zwei Typen von selbstfahrenden Rübenrodern, ein Träger-Systemfahrzeug und ein selbstfahrender Rübenreinigungslader produziert. Am Firmensitz in Schierling/Eggmühl sind über 260 Mitarbeiter angestellt und noch mal 62 Mitarbeitern am Standort Groß Germersleben. Weltweit wurden vier weitere Tochterunternehmen in Polen, in Frankreich, in Tschechien und in der Ukraine gegründet. In China ist das Unternehmen mit zwei Dependancen vertreten. Insgesamt sind weltweit etwa 400 Personen bei Holmer beschäftigt.
Nach eigenen Angaben schließt Holmer das Geschäftsjahr 2011 mit einem Umsatzwachstum von 8 % besonders gut ab. Es wurden 212 Maschinen gebaut und an Kunden ausgeliefert. Ein großer Anteil davon ging an die Länder Russland, Ukraine, Belarus sowie China.
Am 30. Juni 2012 liefert Holmer den 3000. Zuckerrübenvollernter an einen Kunden in Deutschland aus. Diese Maschine, ein Terra Dos T3, ist statt des üblichen Rot in Silbermetallic lackiert. Im Jahr 2019 wurde, ebenfalls an einen deutschen Kunden, der 4000. Zuckerrübenvollernter ausgeliefert. Der ausgelieferte Terra Dos T4-40 mit 12-Reihen-Rodeaggregat HR 12 wurde komplett weiß lackiert und auf der Agritechnica als Blickfang ausgestellt, bevor er am Ende des Jahres in der Kampagne eingesetzt wurde.
Seit dem 14. März 2013 ist der bayrische Maschinenbaubetrieb ein Bestandteil von Exel Industries. Exel Industries ist ein weltweit operierendes Unternehmen, das sich vor allem auf Sprühtechnik für Industrie, Landwirtschaft und Gartentechnik spezialisiert hat. Mit EXXACT hat Exel Industries aber auch eine eigene Sparte für den Bau und Vertrieb von Zuckerrübenvollerntern.

## Produkte von Holmer
- Der Rübenvollernter Terra Dos wurde in mehreren Versionen gebaut.
  - Der TerraDos T2 hat einen MAN-Motor mit 460 PS, ein Bunkervolumen von 24 m³ und rodet ca. 1,5 ha/h.[13] Der T2 wird seit 2006 nicht mehr produziert.
  - Die zweite, neuere Version war der TerraDos T3. Mit 480 PS MAN-Motor, 28 m³ Bunkervolumen und einer Arbeitsleistung von bis zu 2,5 ha/h ist er, gegenüber dem T2, deutlich gewachsen.[14] Die Produktion startete 2006 und endete erst nach der Einführung des Nachfolgers 2015.
  - TerraDos T3plus bezeichnet eine Abwandlung des T3 mit einer teleskopierbaren Hinterachse und Mercedes-Benz-Motor.[15] Die Produktion des T3plus lief von 2006 bis 2011.
  - Mit dem Terra Dos T4-40 baut Holmer ab 2013 erstmals einen Rübenroder nach dem Baukastenprinzip. Der T4-40 ist ein 3-Achser mit einem Bunkervolumen von ca. 45 m³.[16]
  - Im Jahr 2014 wurde der zweiachsige Terra Dos T4-30 vorgestellt. Er basiert im Wesentlichen auf den gleichen Baugruppen wie der T4-40 und hat ein Bunkervolumen von ca. 30 m³. Bei beiden Versionen kommt ein 6-Zylinder-Dieselmotor von Mercedes-Benz mit 626 PS zum Einsatz.[17]

- Das System-Fahrzeug Terra Variant kann wie ein Traktor den Acker bestellen. Aber mit den unterschiedlichen Aufbauten kann aus dem Variant zum Beispiel ein Fahrzeug zur Gülleausbringung,[18] ein Rübenabfuhr-Fahrzeug, ein Getreidetransporter oder eine Drillmaschine werden. Mit 600 PS und einer elektronischen EHR stellt er auch den, laut Firmenangabe, größten Serienschlepper Europas dar.[19]

- Der Terra Felis ist ein selbstfahrender Rübenreinigungslader. Seine Eckdaten: Deutz-Motor mit 299 PS, Aufnahmebreite 9 m, Überladeweite 13 m.[20]

- Terra Felis 2 heißt ein komplett neu entwickelter Rübenreinigungslader. Neben einer Vergrößerung der Überladeweite auf 15 m und der Aufnahmebreite auf 9,50 m wartet der Terra Felis 2 mit weiteren Innovationen auf. Zwei davon sind zum Beispiel die patentierte Aufnahme und der Nachreiniger den HOLMER VarioCleaner nennt. Die Bedienung des Selbstfahrers erfolgt über Touchscreen und zwei Joysticks. Als Antriebsaggregat wird ein 250 kW (340 PS) starker MAN-Motor eingesetzt.[21]

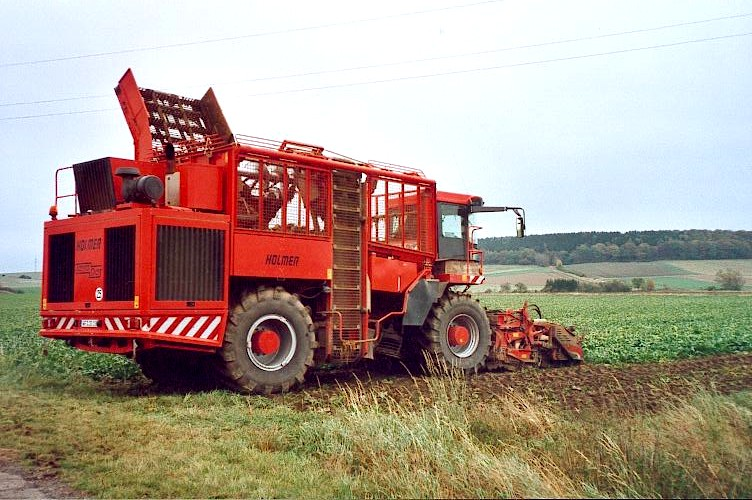
Holmer Terra Dos Bj. 2005
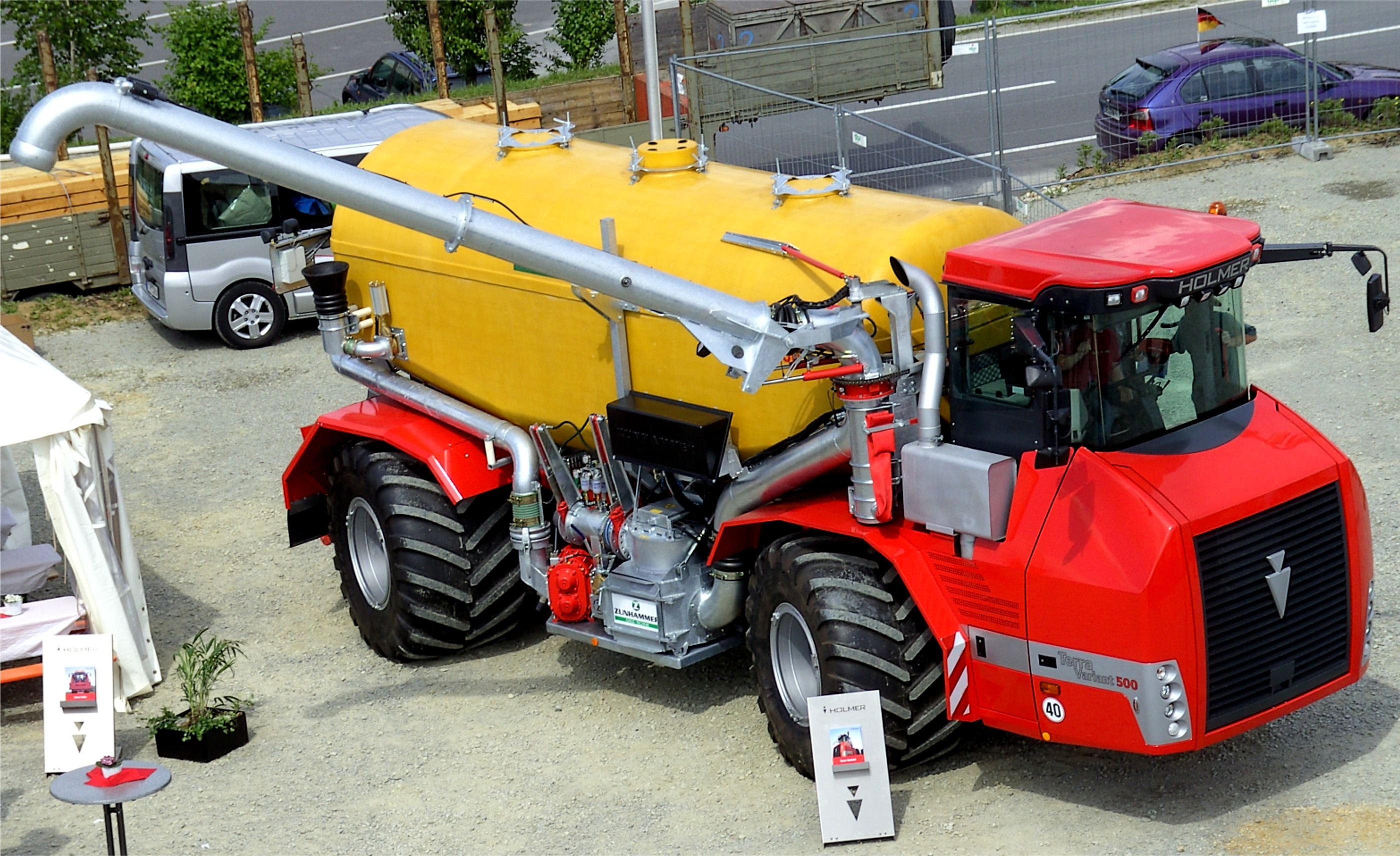
Holmer Terra Variant 500 mit Gülleaufbau Bj. 2008
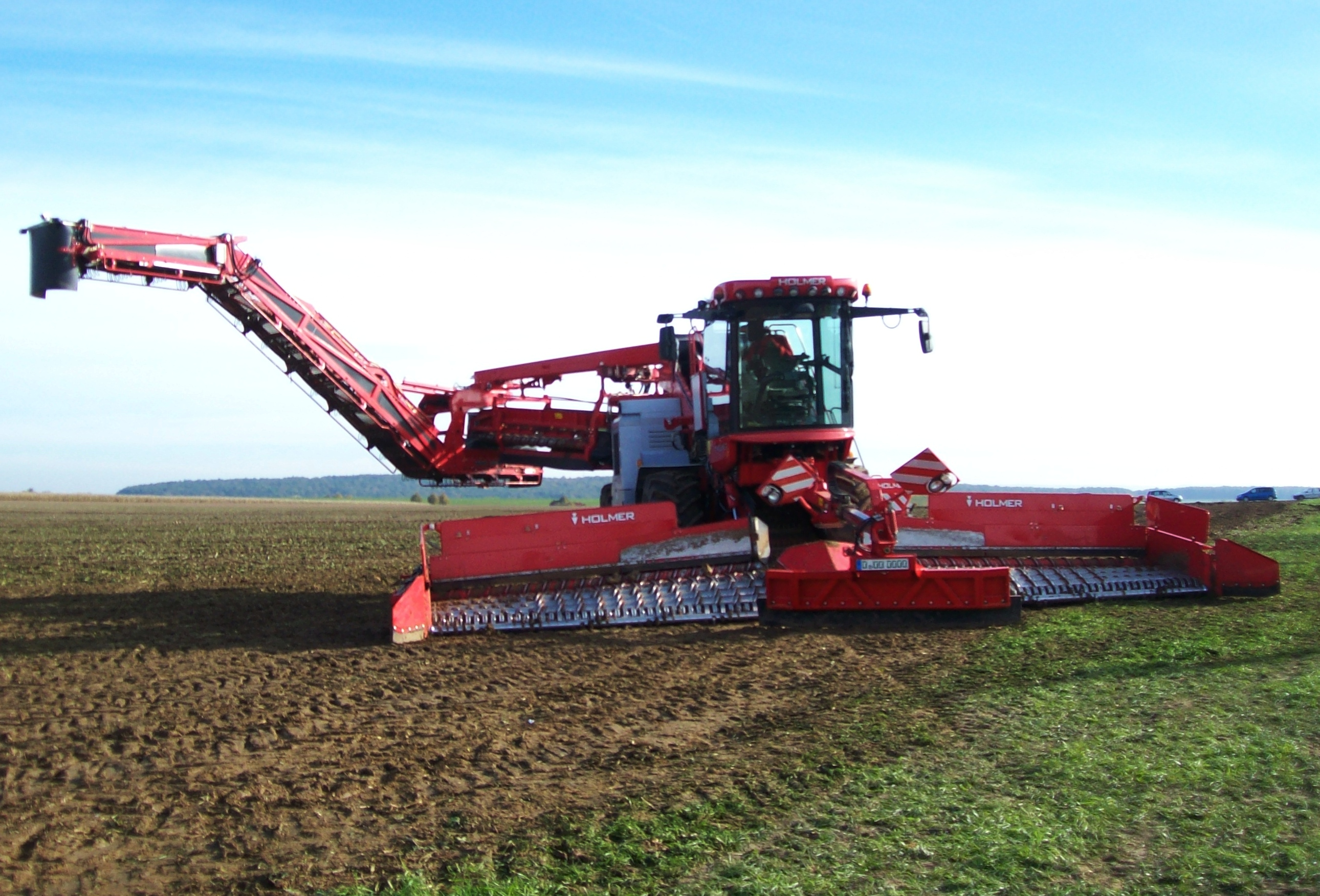
Holmer Terra Felis 2 Bj. 2012

Auf der beet europe in Seligenstadt am 17. Oktober 2012 haben die Produkte Terra Dos T3 und Terra Felis 2 den Vergleichstest mit anderen Fabrikaten gewonnen.